# 井本英一
井本 英一（いもと えいいち、1930年7月20日 - 2014年1月26日）は、日本のイラン学者、神話学・歴史学者。

## 経歴
1930年、兵庫県神戸市で生まれた。京都大学文学部言語学科で学び、卒業。その後、イラン・テヘラン大学に留学。
日本に帰国後、広島大学文学部助教授に就いた。その後、大阪外国語大学助教授に転じ、1970年に教授昇格。1994年に大阪外国語大学を定年退官し、名誉教授となった。その後は桃山学院大学教授として教鞭を執った。2001年に退任。2014に死去。

## 受賞・栄典
- 2008年：イラン政府からファーラービー国際賞を授与。
- 2010年：春、瑞宝中綬章を受勲[3]。

## 研究内容・業績
専門はオリエント学で、特にイラン文化。

## 著作
著書
- 『古代の日本とイラン』学生社 1980
- 『死と再生：ユーラシアの信仰と習俗』人文書院 1982
- 『飛鳥とペルシア：死と再生の構図にみる』小学館 1984
- 『境界・祭祀空間』平河出版社 1985
- 『輪廻の話：オリエント民俗誌』法政大学出版局 1989
- 『王権の神話』法政大学出版局 1990
- 『習俗の始原をたずねて』法政大学出版局 1992
- 『夢の神話学』法政大学出版局 1997
- 『十二支動物の話：子丑寅卯辰巳篇』法政大学出版局 1999
- 『聖なる伝承をめぐって』法政大学出版局 1999
- 『穢れと聖性』法政大学出版局 2002
- 『神話と民俗のかたち』東洋書林 2007

共著・編著
- 『アレクサンダー大王99の謎』岡本健一・金澤良樹共著、サンポウジャーナル 1978
- 『シルクロードと仏教』金岡秀友・杉山二郎共著、大法輪閣 1980
- 『神話・象徴・言語』(全3巻) 篠田知和基編集責任、共著、GRMC編、楽瑯書院 2008
- 『東西交渉とイラン文化』(アジア遊学 137) 勉誠出版 2010
- 『イラン学』(足利惇氏著作集 1) 伊藤義教共編、東海大学出版会 1988

訳書
- 『収穫と感謝のお祭り』ラルフ・ウィトロック（英語版）著、同朋舎出版(シリーズ世界のお祭り) 1989
- 『新年のお祭り』アラン・ブラックウッド著、同朋舎出版(シリーズ世界のお祭り) 1989
- 『仏教のお祭り』ジョン・スネリング著、同朋舎出版(シリーズ世界のお祭り) 1989
- 『ペルシア神話』ジョン・R・ヒネルズ（英語版）著、奥西峻介共訳、青土社 1993
- 『イランのむかし話：マレク=モハンマドの冒険ほか』編訳 偕成社(大人と子どものための世界のむかし話) 1990
  - オンデマンド版 2005年

論文
- Cinii